# Gustav von Oertzen (Kolonialbeamter)
Gustav Carl Heinrich Lucas von Oertzen (* 23. Januar 1836 in Kittendorf; † 22. Oktober 1911 in Dresden) war ein deutscher Kolonialbeamter und kaiserlicher Kommissar in Deutsch-Neuguinea.

## Lebensweg
Gustav von Oertzen entstammte der adeligen Familie Oertzen, welche dem mecklenburgischen Uradel zugerechnet wird. Er war ein Sohn des Gutsbesitzers auf Marihn und Klosterhauptmanns von Malchow Karl (Nikolaus Dietrich) von Oertzen (1799–1865) und dessen erster Frau Louise, geb. d’Orguerre (1811–1836), die an den Folgen seiner Geburt starb.
Oertzen erhielt zunächst auf dem väterlichen Gut Marihn Privatunterricht. 1849–1851 besuchte er die Gymnasien in Wittenberg und Gütersloh. Sein Abitur legte er 1856 am Pädagogium Putbus ab. Es folgte das Studium der Rechtswissenschaft an den Universitäten Heidelberg, Göttingen und Rostock. Er wurde Mitglied des Corps Saxo-Borussia Heidelberg (1857) und des Corps Saxonia Göttingen (1858). Von 1862 bis 1874 lebte er als Gutsbesitzer auf Marihn und in Malchow.
Im Jahre 1875 trat er in den Dienst des Auswärtigen Amtes beim Generalkonsulat in New York. 1879 wurde er interimistischer Konsulatssekretär in Apia (Samoa), wo er bis 1884 – ab 1883 als Vizekonsul – blieb.
Ab 16. Juni 1884 war Gustav von Oertzen kaiserlicher Kommissar für Neuguinea. Seine Residenz nahm er in Matupi (Neupommern), wo er bis zum Januar 1887 blieb. Dort fand auch am 3. November die Flaggenhissung und offizielle Inbesitznahme des Gebietes statt.
Im Mai 1885 erließ von Oertzen Regelungen, die es Einheimischen verboten, Waffen zu verkaufen, den Landerwerb genehmigungspflichtig machten und den Export von Arbeitskräften außerhalb deutscher Plantagen einschränkten. Bald kam es zu Streitigkeiten über vorher bestehende Landbesitzrechte von europäischen Kolonisten, besonders die 5000 ha Queen Emmas (Oertzen: „Schleichhändlerin“), Richard Parkinson und dem Belgier J. B. Octave Mouton.
Am 10. Juni 1886 trat Georg Freiherr von Schleinitz sein Amt als erster Landeshauptmann der Neuguinea-Kompagnie in Finschhafen, im Kaiser-Wilhelms-Land an. Zwischen diesen beiden gab es zum Teil erhebliche Auseinandersetzungen. Gustav von Oertzen wurde zwar als kaiserlicher Kommissar beim Eintreffen des Landeshauptmanns der Neuguinea-Kompagnie abberufen, doch in dem halben Jahr, in dem von Oertzen noch im Bismarck-Archipel war und von Schleinitz schon amtierte, hatten sie ständig Meinungsverschiedenheiten.
Ab 1887 war Gustav von Oertzen als Kolonialreferat im Reichskolonialamt beschäftigt. Er ging 1888 als Konsul nach Sarajevo. Ab 1895 war er Konsul in Le Havre, seit 1903 dort Generalkonsul. Zum 7. September 1907 wurde er in den Ruhestand versetzt.
Gustav von Oertzen war seit 15. November 1887 mit Harriet, verwitwete von Gundlach (* 5. Juni 1838 in Quassel) verheiratet, Tochter des mecklenburg-schwerinschen Domänenrats Heinrich Edler von Paepke auf Quassel (heute Ortsteil von Lübtheen).
In Neuguinea wurde nach ihm das Oertzen-Gebirge (Tajomanna) sowie die Oertzeninsel (Paeowa Island) benannt.